# 미국 공군가
미국 공군가(The U.S. Air Force, 미국 공군)는 미국 공군의 공식 대표 군가이다.

## 명칭
곡의 원제는 "육군 항공대(Army Air Corp)"였다. 로버트 맥아더 크로포드(Robert MacArthur Crawford)는 1939년 5월에 가사와 운율을 만들었다. 제2차 세계 대전 기간에, 육군 항공대는 "육군 항공군(Army Air Force)"으로 개칭되었고, 곡에서도 이를 따랐다. 1947년, 공군이 독립적 병과가 되었을 때, 곡은 "미국 공군(The U.S. Air Force)"으로 개칭되었다.

## 가사
1절
Off we go into the wild blue yonder
Climbing high into the sun;
Here they come zooming to meet our thunder,
At'em now, giv'em the gun!
Down we dive spouting our flames from under,
Off with one hell-uv-a roar!
We live in fame or go down in flame, Hey!
Nothing'll stop the US Air Force!
2절
Brilliant minds fashioned a crate of thunder,
Sent it high into the blue;
Valient hands blasted the world asunder;
How they live God only knew!
Boundless souls dreaming of skies to conquer
Gave us wings ever to soar!
With scouts before and bombers galore, Hey!
Nothing can stop the US Air Force!
3절
Here's a toast to the host of those
Who love the vastness of the sky,
To a friend we send a message
Of the brave who serve on high.
We drink to those who gave their all of old,
Then down we roar to score the rainbow's pot of gold.
A toast to the host of those we boast, the US Air Force.
4절
Off we go into the wild sky yonder,
Keep the wings level and true!
If you'd live to be a grey-haired wonder,
Keep your nose out of the blue! (Out of the blue, boy!)
Flying men guarding the nation's border,
We'll be there, followed by more!
In echelon we carry on. Hey!
Nothing'll stop the US Air Force!

### 해석[2]
1절
우리는 태양을 향해 높이 올라
미지의 창공으로 향한다
적들이 급상승하여 항공기에 다가오면
제군들이여, 쏴 제껴라!
엄청난 포효와 함께 화염을 내뿜으며
우리는 하강한다!
명예롭게 살아남거나, 화염에 휩싸여 전사할 뿐
아무도 미 공군을 막을 수 없다!
2절
인간의 지성은 항공기를 만들어
푸른 하늘 저 높이 날려 보냈고
인간의 손은 세상을 산산이 박살냈으니,
그들이 어떻게 살았는지는 오직 신만이 알리라!
하늘을 정복하길 꿈꾸는 인간의 열정이
날아오르기 위한 날개를 주었다
정찰기가 앞서고 폭격기 무리가 뒤따른다
아무도 미 공군을 막을 수 없다!
3절
여기 광대한 하늘을 사랑하는
사람들을 위해 건배를,
우리는 비행 중인 형제의 전언을
전우에게 보낸다
오래 전 모든 걸 다 바친 그들에게 건배를,
그들의 비할 데 없는 업적에 우리는 환호한다
우리의 자랑스러운 사나이 중의 사나이, 미국 공군을 위해 건배를!
4절
날개의 수평을 바르게 유지하라
우리는 머나먼 미지의 창공으로 향한다
백발이 되도록 살아남고 싶다면
하늘의 일에 상관하지 마라!
국경을 지키는 항공병들이
그곳에 있으리, 그 뒤를 따르리
우리는 제형편대로 나아간다
아무도 미 공군을 막을 수 없다!

## 역사
1937년, 육군 항공대 부사령관 헨리 아놀드 준장은 항공대 사령관 오스카 웨스트오버(Oscar Westover) 소장에게, 항공대에게 다른 병과들처럼 독자적인 정체성을 반영한 군가가 필요하다고 주장하며, 상금을 걸고 군가 공모전을 열자고 제안했다. 하지만, 항공대는 예산 문제로 인해 상금을 지금할 수 없었다. 1938년 4월, 잡지 리버티(Liberty)지의 창립자가 우승자에게 1,000달러의 상금을 걸고, 곡은 단순하면서도 "조화로운 구조"여야 하고, "노래 연습을 하지 않은 사람도 부를 수 있어야 하며", "군대식 행진곡풍"의 박자를 갖추어야 한다는 규정을 내걸었다.
700곡 이상이 응모되어 바턴 K.욘트(Barton K. Yount) 준장의 부인 밀드레드 욘트(Mildred Yount)가 회장을 맡은 항공대 부인회에서 평가받았다. 부인회에서는 1939년 7월에 최종 결정을 내렸다. 하지만, 수많은 곡들에도 불구하고, 부인회에서 만족할 만한 곡들을 찾지 못했다는 소문이 퍼져나왔다. 1938년 웨스트오버가 항공 사고로 시망한 이후 항공대 사령관에 착임한 아놀드는, 어빙 벌린과 메러디스 윌슨(Meredith Willson) 등 유명 작곡가들 및 상업 음악 프로듀서들에게 자문을 구했지만, 만족할 만한 곡을 얻지는 못했다.
마감 2일 전, 제1차 세계 대전 당시 비행사에 지원했으나 낙방한 후 전문 음악인으로 음악 강사 일을 하던 로버트 맥아더 크로포드는, "비행하는 바리톤(the Flying Baritone)"이라는 필명 아래 개인적으로 녹음본을 보내, 공모전에서 우승했다.
욘트 부인은 이후 내셔널 심포니 관현악단(National Symphony Orchestra) 객원 지휘자이자 부인회 자문위원인 루돌프 간츠(Rudolph Ganz)가 우승작에 열정적이었다고 언급했다. 하지만 모두가 곡을 좋아했던 것은 아니었다. 1939년 9월의 한 저녁 식사 자리에서, 욘트 부인은 찰스 린드버그에게 곡의 녹음본을 들려주고 의견을 물었다. 그는 욘트 부인에게 정중하게 대답했지만, 이후 일기에 "나는 좋게 봐 줘도 평작이라고 생각한다. 곡과 가사 모두 매력적이지 않았다"고 적었다. 아놀드 준장은 린드버그와는 의견이 달랐다: 그는 곡을 전국에 알리기 위해 곡을 내 줄 밴드 및 앙상블을 찾아다녔다. 하지만, 항공대는 곡을 홍보할 충분한 예산이 없었기에, 크로포드는 뉴욕의 음악 배급사 칼 피셔 Inc.(Carl Fischer Inc.)에게, 공군을 위해 지속적으로 공연을 제공하는 것을 대가로 저작권을 양도하는 계약을 맺었다.

## 공연
보통은, 1절만 공연되며, 본격적으로 공연할 때는 4개 절 모두 등장한다. 곡은 보통 공군 관련 행사에서 공연되며, 래클랜드(Lackland) 공군 기지에서는 훈련소에서 PT 직전에 불린다. 미국 공군사관학교에서도 공식 대표곡은 아니지만 스포츠 경기나 행진 등의 행사에서 자주 공연된다.

### 3절
3절("Here's a toast...")은 곡의 나머지와는 운율과 분위기가 다른데, 공군과 미국을 위해 목숨을 바친 이들을 기리는 부분이기 때문이다. 가끔 3절만 연주되는 경우도 있다. 사관학교 스포츠 행사에서 편대의 비행사 모두가 축구 경기에 나올 때는 3절만 불린다.

## 더 읽어보기
- Collins, Ace. Songs Sung, Red, White, and Blue: The Stories Behind America's Best-Loved Patriotic Songs.  HarperResource, 2003.  ISBN 0060513047